# Elizalde Dragón V
El motor Elizalde Dragón V pertany a la sèrie de motors Dragón, fabricats per l'empresa Elizalde per petits avions o avionetes.
Tots ells tenen característiques en comú com són l'arquitectura (motors en estrella), i les culates de bronze, patentades per Arturo Elizalde.

## Història
La sèrie Dragón es va començar a dissenyar el 1927, encara que el primer no va funcionar fins a 1929. Era el més petit de la sèrie Dragón. Portava carburador IRZ i dues magnetos Seintilla. Molt semblant al motor Mongoose britànic, també de 5 cilindres. Es va presentar amb tota la sèrie al Saló de Paris de 1932.